# Діденко Михайло Петрович
Мих́айло Петр́ович Дід́енко (9 (22) листопада 1913, Полтава, Російська імперія — 24 січня 1989, Харків, Україна) — радянський український вчений-правознавець, кандидат юридичних наук (1951), доцент, фахівець в області кримінально-правових наук, учасник Німецько-радянської війни. Декан заочного факультету Харківського юридичного інституту ім. Ф. Е. Дзержинського (1957—1984).

## Біографія
Михайло Діденко народився 9 (22) листопада 1913 року в Полтаві. У званні червоноармійця брав участь в Німецько-радянській війні, був нагороджений двома медалями «За бойові заслуги» (5 листопада 1942 і 28 лютого 1945) і орденом Вітчизняної війни I ступеня (6 квітня 1985).
Вищу освіту М. П. Діденко отримав в Ташкентському юридичному інституті, закінчивши який в 1944 році вступив на аспірантуру в Харківський юридичний інститут ім. Л. М. Кагановича, яку закінчив в 1948 році.
У 1949 році в складі Академії наук Української РСР було створено Сектор держави і права, в якому Михайло Петрович зайняв посаду молодшого наукового співробітника, і став одним з семи перших співробітників цього наукового-дослідної установи, крім нього в цьому секторі також працювали завідувач — В. М. Корецький, Вчений секретар — Б. М. Бабій, і чотири молодших наукових співробітника — Ц. В. Бичкова, Н. К. Михайлівський, Л. Л. Потарикіна і Е. А. Тихонова.
До 1951 року Михайло Петрович продовжував трудитися в Секторі держави і права, але в 1952 році перейшов на роботу до Харківського юридичного інституту ім. Л. М. Кагановича (з 1957 року — ім. Ф. Е. Дзержинського), де спочатку був викладачем, а потім доцентом кафедри кримінального процесу  . Крім викладацької та наукової діяльності займався адміністративною роботою, деякий час він був завідувачем екстернату і навчальної частини в вузі, а після реорганізації 10 вересня 1956 року заочного відділення в заочний факультет став його першим деканом (за іншими даними зайняв цю посаду в 1957 році). Продовжував очолювати факультет аж до 1984 року.
Михайло Петрович Діденко помер 34 січня 1989 року в Харкові.

## Наукова діяльність
У коло наукових інтересів Михайла Діденка входили питання пов'язані з кримінально-правовими науками, такими як кримінальне право, кримінальний процес і судочинство. У 1951 році Михайло Петрович під науковим керівництвом професорів М. М. Гродзинського і В. М. Корецького захистив дисертацію по темі «Виникнення і розвиток радянських судових органів в Українській РСР в період проведення Великої Жовтневої соціалістичної революції і в період іноземної військової інтервенції і громадянської війни» на здобуття наукового ступеня кандидата юридичних наук, і в тому ж році йому було присвоєно цю ступінь. Мав вчене звання доцента.
Серед наукових праць написаних М. П. Діденко, найважливішими є:
- Диденко М. П. Некоторые вопросы гражданского иска в советском уголовном процессе // Известия Высших учебных заведений. Правоведение. — 1958. — № 4 (24 березня). — С. 89—93.
- Диденко М. П. Судоустройство в УССР в первой половине 1919 г. // Сборник по истории советского государства и права УССР. — Х. : Изд-во Харьк. гос. ун-та, 1954. — 24 березня. — С. 49—81.
- Диденко М. П. О гражданском иске в советском уголовном процессе. // Ученые записки. — Х. : Харьк. юрид. ин-т, 1957. — Вип. 9 (24 березня). — С. 61—67.
- Диденко М. П. О гражданском ответчике в советском уголовном процессе // Советская юстиция. — 1957. — № 6 (24 березня). — С. 34—35.
- Диденко М. П. Создание советского суда в УССР // Ученые записки. — Х. : Харьк. юрид. ин-т. — Т. 11, вип. 2. — С. 34—65.

Також Михайло Петрович був співавтором підручника «Радянський кримінальний процес» виданого в 1971 році.